# Léa Fontaine
Pour les articles homonymes, voir Fontaine.
Léa Fontaine, née le 7 décembre 2001 à La Réunion, est une judoka française évoluant dans la catégorie  des plus de 78 kg (poids lourds).

## Biographie
Elle remporte sa première médaille internationale majeure aux Championnats d'Europe 2021 à Lisbonne, s'inclinant en finale de la catégorie des plus de 78 kg contre la Turque Kayra Sayit,.
Elle remporte la médaille de bronze des Championnats d'Europe 2024 à Zagreb, battant lors du match pour la médaille de bronze la Portugaise Rochele Nunes (en).
Non sélectionnée pour les Jeux olympiques de Paris en 2024 puis opérée d'un genou, elle revient en compétition au Grand Slam de Paris en février 2025, où elle remporte la médaille d'or.

## Palmarès

### Compétitions internationales
| Année | Compétition                   | Lieu     | Résultat | Catégorie     |
| ----- | ----------------------------- | -------- | -------- | ------------- |
| 2018  | Championnats d'Europe cadets  | Sarajevo | 1re      | Plus de 70 kg |
| 2019  | Championnats d'Europe juniors | Vantaa   | 1re      | Plus de 78 kg |
| 2020  | Championnats d'Europe juniors | Poreč    | 1re      | Plus de 78 kg |
| 2021  | Championnats d'Europe         | Lisbonne | 2e       | Plus de 78 kg |
| 2024  | Championnats d'Europe         | Zagreb   | 3e       | Plus de 78 kg |

Outre ses médailles individuelles, elle obtient des médailles dans des compétitions par équipes.
| Année | Compétition                   | Lieu      | Résultat |
| ----- | ----------------------------- | --------- | -------- |
| 2021  | Championnats du monde (mixte) | Budapest  | 2e       |
| 2022  | Championnats d'Europe (mixte) | Mulhouse  | 1re      |
| 2024  | Championnats du monde (mixte) | Abou Dabi | 2e       |

### Tournois Grand Chelem et Grand Prix
| Année | Compétition  | Lieu      | Résultat | Catégorie     |
| ----- | ------------ | --------- | -------- | ------------- |
| 2021  | Grand Chelem | Paris     | 2e       | Plus de 78 kg |
| 2021  | Grand Chelem | Abou Dabi | 2e       | Plus de 78 kg |
| 2022  | Grand Chelem | Antalya   | 1re      | Plus de 78 kg |
| 2022  | Grand Prix   | Zagreb    | 3e       | Plus de 78 kg |
| 2022  | Grand Chelem | Abou Dabi | 3e       | Plus de 78 kg |
| 2022  | Grand Chelem | Tokyo     | 3e       | Plus de 78 kg |
| 2023  | Grand Chelem | Abou Dabi | 3e       | Plus de 78 kg |
| 2023  | Grand Chelem | Tokyo     | 2e       | Plus de 78 kg |
| 2024  | Grand Chelem | Paris     | 3e       | Plus de 78 kg |